# Península de Seward

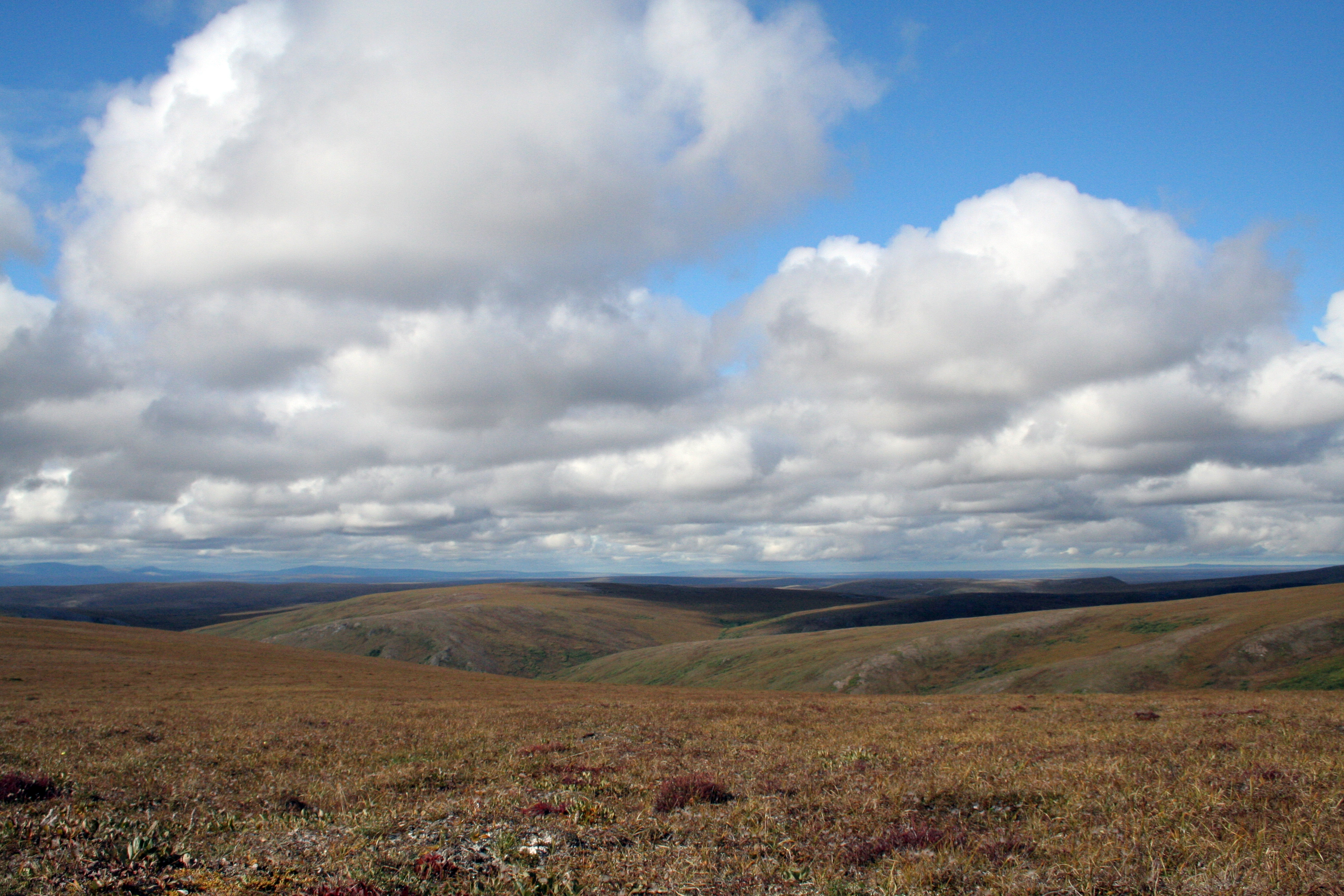
Tundra a la Reserva Nacional del Pont Terrestre de Bering

La península de Seward (en anglès Seward Peninsula) és una gran península de la costa occidental d'Alaska, als Estats Units. La península s'introdueix uns 320 km dins el mar de Bering, entre el Norton Sound, l'estret de Bering, el mar dels Txuktxis i el Kotzebue Sound, just per sota del cercle polar àrtic. La península té una llargada d'uns 320 km i una amplada que se situa entre 145 i 225 km.
La península de Seward va ser una part del Pont de Beringia, una franja de terra d'uns 1.600 km, que connectava Sibèria amb Alaska durant l'edat de gel del Plistocè. Aquest pont terrestre hauria ajudat en la migració d'éssers humans, vegetals i plantes entre Euràsia i Amèrica del Nord.
Descobriment arqueològics en tota la península de Seward demostren que els esquimals Inupiat han estat els habitants de la regió durant milers d'anys. Les excavacions en llocs com el Trail Creek Caves i el cap Espenberg, a la Bering Land Bridge National Preserve així com al cap Denbigh, al sud, han proporcionat informació sobre el calendari de migracions prehistòriques d'Àsia cap a la península de Seward.

## Demografia
Les principals comunitats de la península de Seward, amb estimacions de la població de 2005, es recullen en la següent taula.
| Ciutat         | Població |
| -------------- | -------- |
| Nome           | 3.508    |
| Shishmaref     | 581      |
| Buckland       | 434      |
| Koyuk          | 350      |
| Brevig Mission | 327      |
| Elim           | 302      |
| Teller         | 263      |
| White Mountain | 224      |
| Wales          | 151      |
| Golovin        | 150      |
| Deering        | 139      |

Altres llocs no habitats a la península de Seward són els pobles miners de Council, Salomón, Candle, Haycock i Taylor. A Port Clarence hi ha l'estació LORAN de la Guàrdia Costanera dels Estats Units. La Força Aèria dels Estats Units té un radar a Tin City, 11 km al sud-est de Wales.

## Geografia
La península de Seward té diverses característiques geològiques destacades. Els Devil Mountain Lakes, al nord de la península són els majors llacs maar del món. Es formaren fa cosa de 21.000 anys com a resultat d'una explosió subterrània de vapor. Els llacs Killeak i White Fish són també uns llac volcànics de mida considerable. Hi ha quatre serralades que discorren per la part sud de la península, sent les més importants les muntanyes Kigluaik. El punt més elevat d'aquesta serralada i de la península, és el Mont Osborn (1.437 m). Altres serralades són les muntanyes Bendeleben, muntanyes Darby i muntanyes York. El Lost Jim Lava Flow, al nord del Llac Kuzitrin, és un camp de lava format entre 1000 i 2000 anys enrere, que té una superfície de 228 km².
Per tota la península hi ha distribuïdes diferent fonts termals geotèrmiques, entre elles Serpentine Hot Springs, Pilgrim Hot Springs, Granite Mountain, Elim, Clear Creek i Lava Creek.
Diferents cursos fluvials discorren per la península, sent els més destacats Koyuk, Kuzitrin, Niukluk, Fish, Tubuktilik, Kiwalik, Buckland i Agiupuk. Els rius tenen un paper important en la vida dels habitants de la zona, facilitant les comunicacions i permetent la pesca.
El punt més occidental de la península és el cap Príncep de Gal·les, que és també el punt més occidental del territori continental americà. El cap es troba a sols 52 km del cap Dejniov, el punt més proper d'Àsia.

## Història
La península porta el nom en honor de William Henry Seward, el Secretari d'Estat dels Estats Units que negocià la compra d'Alaska a Rússia el 1867.